# Serin de Symons
Crithagra symonsi
Espèce
Statut de conservation UICN

 LC  : Préoccupation mineure
Synonymes
- Serinus symonsi

Le Serin de Symons (Crithagra symonsi) ou serin du Drakensberg, est une espèce de passereaux de la famille des Fringillidae.
Son nom est attribué au colleteur sud-africain Roden Edward Symons (1884-1972).

## Distribution
Cet oiseau est endémique au massif du Drakensberg (Lesotho, nord-est de la province du Cap et sud-ouest du KwaZulu-Natal).

## Habitat
Le serin de Symons dépend d’un biotope assez particulier caractérisé par des prairies alpines et des arbrisseaux d’altitude avec, en hiver, des zones de cultures le long de rivières. Il descend à plus basse altitude lors d’hivers rigoureux et par temps froid et humide en été. Il apparaît à 2600 m en été et à 2000 m en hiver mais il gagne parfois les vallées et les ruisseaux vers 1500 m.

## Alimentation
Son régime alimentaire comporte des graines de graminées, des bourgeons et des insectes. Un spécimen a été observé en train d’arracher les pétales d’une érythrine pour ensuite consommer le cœur de la fleur (Fry & Keith 2004). Selon Hockey et al. (2005), il consomme graines, bourgeons et insectes sur le sol ou dans la végétation des arbres et des arbustes. Il butine parfois aussi du nectar d’érythrines dans des jardins suburbains.
D’autres plantes exploitées par l’espèce ont été rapportées par Ottaviani (2011) comme une bruyère Erica sp., éricacée et un aspalathus Aspalathus sp., fabacée.

## Mœurs
Il se tient en couples pendant la saison de reproduction et en petits groupes en dehors. Il s’associe souvent avec les serins de Sainte-Hélène et alario. Il recherche sa nourriture sur le sol et dans les arbustes, sautille parmi les roches et évolue dans les buissons rabougris et les broussailles des prairies alpines. Il visite parfois aussi les bords des routes caillouteux. En bonne harmonie de couleur avec son milieu, il est familier et facile d’approche. En cas de dérangement, il s’envole sur une longue distance avant de se poser (Sinclair in Ginn et al. 1989).

## Nidification

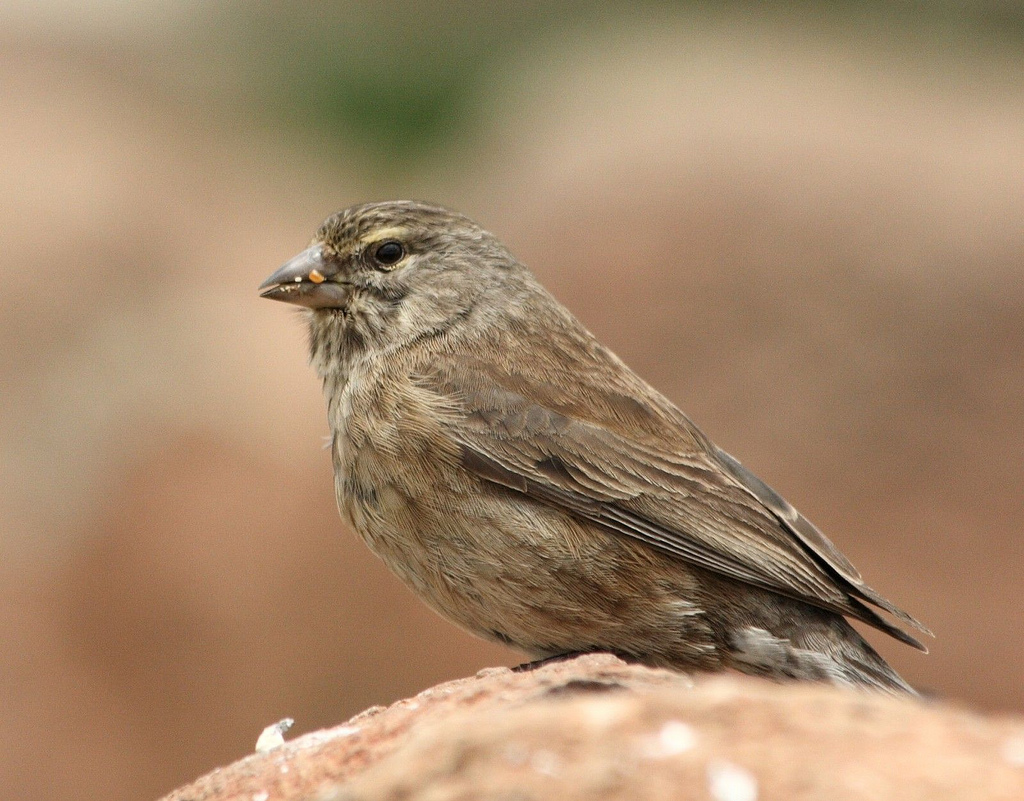
♀

Le nid est une coupe peu profonde, faite de fines herbes sèches et de vrilles et tapissée intérieurement de poils et de laine de mouton ou de fines herbes et de quelques feuilles sèches de 5 cm de long. L’emplacement est une crevasse de rocher, une cavité dans une paroi rocheuse verticale ou un trou dans un talus avec de la végétation retombante mais il existe le cas d’un nid construit à découvert sur une branche horizontale d’un buisson Artemisia afra en bordure de rivière et d’un autre placé dans une touffe d’herbes à longues tiges retombantes, également près d’un cours d’eau. La ponte se compose de deux à quatre œufs blancs, bleu verdâtre pâle généralement immaculés ou finement tachetés et ponctués de brun, brun rouge et gris ardoise surtout au gros pôle. La période de ponte s’étend de novembre à janvier avec parfois des jeunes au nid jusqu’en avril (Fry & Keith 2004).